# Loza (fiume)
La Loza (in russo Лоза?) è un fiume della Russia europea nordorientale, affluente di sinistra della Čepca. Scorre nei rajon Jakšur-Bod'inskij e Igrinskij della Repubblica Autonoma dell'Udmurtia.
Il fiume nasce sull'altopiano di Krasnogorsk nello spartiacque dei fiumi Čepca e Kil'mez'; la direzione generale della corrente è verso nord e nord-est prima di sfociare nella Čepca a 399 km dalla foce. La lunghezza del fiume è di 127 km, l'area del bacino è di 3 030 km². Il maggior centro abitato attraversato dal fiume è il villaggio di Igra.